# Poklon Treh kraljev (Gentile da Fabriano)
Poklon Treh kraljev je slika v temperi na lesu (173 x 228 cm z okvirjem 303 x 282) italijanskega slikarja Gentila da Fabriana iz leta 1423, ki jo hranijo v galeriji Uffizi v Firencah. Delo je bilo podpisano nad predelo: OPVS GENTILIS DE FABRIANO. Mojstrovina umetnika in mednarodne gotike v Italiji na splošno ohranja dovršen izrezljani okvir v pozlačenem lesu, v veliki meri izviren.

## Zgodovina
V florentinski zemljiški knjigi iz leta 1427, prvi v zgodovini, je bil bankir Palla Strozzi najbogatejši meščan mesta. Gentilejevo oltarno sliko je naročil takoj, ko je slednja prispela v Firence (nastanjena v istih hišah kot Strozzi) leta 1420 in je bila namenjena novi kapeli v baziliki Santa Trinita, ki jo je v teh letih zaključeval Lorenzo Ghiberti. Dokončana tri leta kasneje s pomočjo slikarjev, ki so prišli z njim, kot so Arcangelo di Cola da Camerino, Giovanni da Imola in Michele d'Ungheria, je bila slika srečen izraz takrat prevladujočega mednarodnega gotskega sloga, čeprav so bili 'renesančni' poskusi Masaccia in Brunelleschija že znani. Poznamo dokument o plačilu, ki je bil sam po sebi precejšen izdatek, 150 zlatih florinov. Veliko je bilo razpravljano o izbiri Palle Strozzija, kulturnega človeka, prefinjenega humanista in ljubitelja grške kulture, dela mednarodnega sloga in ne bolj avantgardnega dela, v renesančnem slogu. V resnici moramo upoštevati sožitje več kot ene vrste okusa v takratnih Firencah, kjer prehod iz enega sloga v drugega ni bil takojšen.
Leta 1806 so med napoleonskimi vojnami tablo preselili v skladišče, in jo leta 1810 prenesli v galerijo Accademia za izobraževanje mladih študentov. Leta 1812 je bila med napoleonskim razdejanjem Velikega vojvodstva Toskane prikrajšana za del predele s Predstavitvijo v templju, ki je od takrat v muzeju Louvre. Leta 1919 je oltarna slika prispela v florentinsko galerijo s kopijo predele namesto izvirnika.

## Opis
Tema Poklon Treh kraljev se je dobro podala razkošni in bogati uprizoritvi, ki je slavila bogastvo stranke in spretnost umetnika. Gentile se je z naročilom znašel sproščeno, saj se je lahko posvetil približevanju večminutnim epizodam, na katere je gledalec vabljen, da se zadrži individualno, v skladu z literarnim modelom, ki ga ponuja bizantinska ekfraza, opisi / interpretacije umetniških del, ki so krožiči v Firencah vsaj od leta 1415. Naročnik je dejansko imel resnično 'bizantinsko strast', kar je pokazal z nakupom starodavnih kod in učenjem grščine pri Emanuelu Crisolori iz Konstantinopla.
Procesija Treh kraljev se razprostira po celotnem osrednjem delu slike in v zgornjem delu izkorišča tristransko obliko, ki ustvarja več žarišč akcije, obogatenih z nešteto naravoslovnimi in kostumskimi detajli, ki ustvarjajo živahen učinek, ko se pogled gledalca premika od enega detajla do drugega.
Veliko je aplikacij v zlatu in srebru, v oblačilih, vpregi konj, lovskih psov, kron, mečev in daril. Kovine, nanesene v zelo tanke liste, so bile nato prostoročno vgravirane, izsekane ali prekrite z lahkimi glazurami, ki ustvarjajo razpršeni svetlobni učinek. V drugih primerih učinke reliefov dosežemo z nanašanjem pastiglia (mavec in lepilo), prevlečene z zlatom in pigmenti.
Prostor je neodvisen od katerega koli perspektivnega pravila, kljub globini prizora, liki pa se na kaotičen in prazničen način prekrivajo in ustvarjajo neresnično in pravljično celoto.
Velika veščina Gentileja je tudi, da zna prenesti idejo o materialni komponenti tkanin, mehkosti polti, svežini vegetacije.

### Lunete
Oltarna slika ne predstavlja niti enega prizora, ampak pripoveduje o celotnem potovanju treh orientalskih modrecev, ki so sledili kometu, da bi dosegli rojstvo otroka Jezusa. Pripoved se začne v treh lunetah, z leve, kjer lahko vidite Tri kralje, oblečene v zlato, ki vidijo komet z vrha Vettore, upodobljen kot pečina s pogledom na morje; procesija se takoj začne in prispe v osrednjo luneto blizu mesta Jeruzalem, poslikana v začarani pokrajini obdelanih polj in cvetočih gajev; končno zagledamo vhod v mesto.
Ton povorke je moral biti popolnoma nov v Firencah, ki so podobne skupinam elegantnih aristokratov bolj kot lovska zabava kot verska scena.

### Osrednja procesija
Nato se procesija znova prikaže z desne in zavzame celotno spodnjo polovico slike. Na levi je točka prihoda, jama z jaslimi, kjer se je naselil svetleči komet in kjer sta vol in osel pred jaslicami. Pred zavetjem dotrajane koče je sveti Jožef, Marija, ki sedi z otrokom in dvema služabnikoma. Trije kralji pokleknejo pred otrokom: prvi, starejši, je že postavil krono k nogam Svete družine in počiva, da bi prejel otrokov blagoslov; njegov dar je že v rokah služabnikov; drugi, zrele starosti, bo kmalu pokleknil in z desno roko snema krono, z levico pa drži zlati kelih, svoj dar; tretji je pravkar sestopil s konja, hlapec mu v resnici še vedno odstranjuje ostroge, a s pogledom že gleda otroka in v roki drži zlato ampulo. Trije kralji so zastopani v treh obdobjih človeka: mladosti, zrelosti in starosti. Njihova oblačila so neverjetnega sijaja, z zlato brokatnimi arabeskami, bleščečimi pokrivali in pasovi z dragocenimi čepki.
Za njimi sta v osrednjem položaju dva lika, dva dobro prepoznavna portreta: moški s sokolom v roki, z najbogatejšo obleko po oblačilih kraljev (damast z rastlinskimi vzorci, vendar brez pozlate) je naročnik Palla Strozzi, medtem ko je tisti ob njem, ki gleda proti gledalcu, verjetno njegov najstarejši sin Lorenzo, četudi je Giorgio Vasari namesto njega navedel Gentilejev avtoportret, je malo verjetno na tako vidnem položaju, poleg tega pa navedba umetnika, da poudari lastni portret s pogledom, usmerjenim h gledalcu, je nekoliko poznejši, vsebovan v delih Leona Battiste Albertija.
Številne so živali, ki animirajo prizor, začenši s skupino konj, ki jih prestrašen leopard spravi v gibanje centrifugalnih črt. Spodaj je hrt, upodobljen z naravoslovno natančnostjo, ki se razteza med konjskimi nogami z veličastnim zlatim ovratnikom, narejenim v reliefu. Spodaj so še en leopard, dromedar, dve opici, leteči sokol in druge ptice, ki ustvarjajo živahno eksotično zbirko.
Med liki povorke izstopajo številni služabniki, med katerimi je eden v ospredju, ki ima meč enega od kraljev in ima naramnico, ki z zlatimi črkami reliefno opozarja na kufiške znake.

### Vrhovi
Oltarna slika je uokvirjena z bogato zlato leseno strukturo, ki meša siensko gotiko s florentinsko renesanso.
Trije vrhovi so okrašeni s tondi v sredini in dvema prerokoma, ki ležita ob straneh, na vrhu pa so preprostejši kerubi.
V levem robu je:
- napoved angela (v tondu)
- Ezekiel
- Mihej

V osrednjem robu
- Odrešenik blagoslavlja (v tondu)
- Mojzes
- kralj David

V desni vrh
- Marija oznanjena (v tondu)
- Baruh
- Izaija

Na majhnih enojnih lancetnih oknih na straneh okvirja je Gentile predstavljal vrsto cvetličnih šopkov, ki so bili predstavljeni s svežino opazovanja, med seboj različni. Tam lahko prepoznate: krokuse, perunike, lilije, slak in borage.

### Predela
Predela je sestavljena iz treh pravokotnih predelkov, ki prikazujejo (od leve) Rojstvo, Beg v Egipt in kopijo Jezusova predstavitev v templju, ki jo je leta 1903 naslikal Gaspare Diomede della Bruna (original je v lasti muzeja Louvre iz 19. stoletja) .
Rojstvo je postavljeno ponoči, v isti postavitvi kot osrednja oltarna slika: na levi strani je videti isto rožnato stavbo, kjer Marijini služkinje počivata pod lokom: ena spi z glavo obrnjeno proti hrbtu, druga je budna in kuka na osrednji prizor, v katerem novorojenček oddaja sij svetosti, ki osvetljuje vse: Marija v čaščenju kleči, vol in osel v polkrogu ter sveti Jožef, ki po tradicionalni shemi spi nekoliko ob strani, da poudari svojo vlogo preprostega zaščitnika Marije in Jezusa, brez aktivne vloge pri rojstvu. Zelo luministično občutljiva je osvetljenost od spodaj strehe pred vrati stavbe in jame ali senc, ki pokrivajo le polovico strehe, pod katero so zavarovane služkinje. Podobna občutljivost osvetli le nekatere vejice mladike, na katero je naslonjen Jožef. V ozadju na desni nad epizodo napovedi pastirjem prevladuje druga svetleča prikazen, v tem primeru angelska. Preostala gola gorska pokrajina je v senci, pod zvezdnatim nebom, ki kaže zgodnjo atmosfersko perspektivo, v siju, ki se začne pojavljati blizu obzorja. Zgoraj levo je tudi rezina lune.
Beg v Egipt je postavljen v bogato pokrajino z istimi protagonisti: Marijo z otrokom, jahajoča na oslu, Jožefom, ki vodi in dvema služkinjama zadaj. Če imajo osrednji liki za kuliso posebej ustvarjeno gomilo, se na straneh pokrajina razširi, kolikor seže oko. Jasno nebo dominira v poletnem dnevu in osvetli sadje na drevesih, gorskih vrhovih, gradovih in mestih, vključno s pravljičnim na desni, ki jih sestavljajo kupole, stolpi, zvoniki in druge zgradbe z neresničnimi pastelnimi barvami, ki ga je nekdo opredelil kot 'marcipan'. Cesta je gramozna, kamenčki so poslikani eden za drugim in zdi se, da celotna scena zgoraj levo sije v zlatem prahu, ki prihaja iz žarkov sončnega diska, popolnoma zlatega.

### Pilastri
Stebri so okrašeni z večdelnimi razpokami, v katerih so predstavljene različne rože in rastline, raziskane z naravoslovnim videzom, značilnim za umetnika. Imajo zapletene in polne oblike, kot je značilno za umetnikova zrela dela, namesto urejene serije majhnih cvetov na zgodnjih slikah. Za boljši učinek realizma je umetnik po zelo iluzionistični shemi pogosto risal letake in nekatera socvetja neposredno na okvir, kot da štrlijo iz perforacij.

## Obnova
Leta 2004 je bilo delo (z izjemo predele, ohranjene v Louvru) obnovljeno s prispevkom prof. Abrama Galassija, takratnega predsednika italijanskega podjetja Faber S.p.A v Fabrianu.
Obnova, ki sta jo vodila Sandra Freschi in Nicola Ann MacGregor pod nadzorom Alessandra Cecchija, direktorja oddelka za slikarstvo od srednjega veka do zgodnje renesanse, je na svetlo razkrila originalne lake, pristne zelenice in cvetne motive pod vrhovi, ustvarjene s tehniko voska, edini primer pri Gentile da Fabrianu.

## Posebnost
Podrobnosti čaščenja v osrednjem delu dela so bile reproducirane v eni od obeh znamk, ki jih je izdala italijanska pošta v božični seriji leta 1970, z vrednostjo Lit.150.